# Amore e fortuna
Amore e fortuna (Antoine et Antoinette) è un film del 1947 diretto da Jacques Becker, vincitore del Grand Prix du Festival International du Film come miglior film psicologico o d'amore al 2º Festival di Cannes.

## Riconoscimenti
- Grand Prix du Festival al Festival di Cannes 1947